# Цьонь Василь Данилович
Васи́ль Дани́лович Цьонь (1884–1959), мистець-килимар родом із с. Ясенівки на Львівщині.
Працював у Ткацькому товаристві проектантом зразків для килимів; базувався на старих взорах українського килимарства Західного Поділля.
З 1920 викладач Львівської технічної школи, згодом училища прикладного мистецтва і Львівського Інституту Прикладного та Декоративного Мистецтва (1939—1956).